# جامع صلاح الدين الأيوبي (الأنبار)
جامع صلاح الدين الأيوبي من مساجد العراق الحديثة، ويقع في قضاء الرمادي في محافظة الأنبار، في حي الضباط قرب مدرسة المعالي للبنات، وبني في عام 1400هـ/1980م، على نفقة المتبرع (أحمد وعبد الرحيم اللافي)، وتبلغ مساحة الجامع 6000م2، ويحتوي الحرم على مصلى يتسع لأكثر من 1500 مصل، وتقام فيهِ صلاة الجمعة وصلاة العيدين والصلوات الخمس، ولقد تم تعمير الجامع عدة مرات آخرها في عامي 2004 و2008م.
ويحتوي الجامع على مبنى منارة مئذنة فخمة بنيت على الطراز الإسلامي، وتحيط الحرم النوافذ من كل جانب، ومقابل الحرم فسحة وطارمة، وأمامها حديقة واسعة.
ويحتوي الحرم على دار سكن ومركز ديني وقاعة لاقامة مجالس العزاء والمناسبات الدينية وغرفة إضافية مخصصة للإمام والخطيب.